# فهرست جنگ‌های جهان
در زیر فهرستی از جنگ‌های مهم جهان از دوران باستان تا اواسط قرن بیست ویکم به همراه اسامی طرفین جنگ‌ها و نتیجه جنگ‌ها آورده شده‌است
| عنوان                       | تاریخ      | طرفین                                                                  | نتیجه |
| --------------------------- | ---------- | ---------------------------------------------------------------------- | --- |
| نبرد ماراتون                | ۴۹۰ پ. م   | هخامنشیان، یونانیان                                                    | پیروزی یونانیان |
| نبرد ترموپیل                | ۴۸۰ پ. م   | هخامنشیان، یونانیان                                                    | پیروزی هخامنشیان |
| نبرد سالامیس                | ۴۸۰ پ. م   | هخامنشیان، یونانیان                                                    | پیروزی یونانیان |
| نبرد حران                   | ۵۳ پ.م     | شاهنشاهی اشکانیان و جمهوری روم                                         | پیروزی اشکانیان به رهبری سورنا |
| جنگ‌های صلیبی                | ۱۰۹۵–۱۲۹۱  | مسیحیان، مسلمانان                                                      | اشغال بیت المقدس به دست مسیحیان و سپس بازپس‌گیری آن توسط مسلمانان |
| جنگ صدساله                  | ۱۳۳۷–۱۴۵۳  | انگلستان، فرانسه                                                       | پیروزی خاندان والوا از فرانسه و بیرون راندن انگلیسی‌ها از خاک فرانسه |
| سقوط قسطنطنیه               | ۱۴۵۳       | امپراتوری عثمانی، امپراتوری روم شرقی                                   | سقوط و فتح قسطنطنیه به دست سلطان محمد فاتح و پایان امپراطوری بیزانس(روم شرقی) |
| جنگ چالدران                 | ۱۵۱۴       | ایران صفوی، امپراتوری عثمانی                                           | شکست صفویان |
| نبرد مرج دابق               | ۱۵۱۶       | امپراتوری عثمانی، سلطنت ممالیک                                         | پیروزی عثمانی |
| جنگ پاویا                   | ۱۵۲۵       | پادشاهی فرانسه با امپراتوری مقدس روم و اسپانیای هابسبورگ               | پیروزی روم و هابسبورگ |
| جنگ لپانتو                  | ۱۵۷۱       | جمهوری ونیز، امپراتوری عثمانی                                          | شکست امپراتوری عثمانی |
| جنگ هفت ساله                | ۱۷۵۶–۱۷۶۳  | بریتانیا-پرتغال-پروس با متحدان، فرانسه-اسپانیا-اتریش-سوئد با متحدان    | روسیه از جنگ کناره‌گیری کرد، اتریش با پروس صلح کرد، بریتانیا از فرانسه پیروز شد |
| جنگ پلتاوا                  | ۱۷۰۹       | امپراتوری روسیه، سوئد                                                  | شکست سوئد |
| جنگ کالودن                  | ۱۷۴۶       | اسکاتلند، انگلستان                                                     | شکست اسکاتلند |
| جنگ استقلال آمریکا          | ۱۷۷۶–۱۷۸۳  | نیروهای استقلال طلب آمریکا، امپراطوری بریتانیا                         | جدایی سیزده ایالت آمریکای شمالی (مستعمرات سیزده‌گانه) از امپراتوری بریتانیا و تأسیس ایالات متحده آمریکا |
| جنگ اولم                    | ۱۸۰۵       | امپراتوری فرانسه، امپراتوری اتریش                                      | پیروزی فرانسه |
| جنگ واترلو                  | ۱۸۱۵       | امپراتوری اول فرانسه، انگلیس-هلند-پروس                                 | شکست فرانسه |
| نبرد کریمه                  | ۱۸۵۳–۱۸۵۶  | امپراتوری روسیه، فرانسه - انگلیس - پادشاهی ساردینیا - امپراتوری عثمانی | شکست روسیه |
| جنگ‌های انفصال آمریکا        | ۱۸۶۱–۱۸۶۵  | ایالت‌های شمالی، ایالت‌های جنوبی                                         | پیروزی ایالت‌های شمالی |
| جنگ پیکار میوند             | ۱۸۸۰       | بریتانیا - افغانستان                                                   | پیروزی افغانستان |
| نخستین جنگ چین و ژاپن       | ۱۸۹۴–۱۸۹۵  | امپراتوری چینگ، امپراتوری ژاپن                                         | پیروزی امپراتوری ژاپن، دودمان چینگ تایوان، پنگهو و شبه‌جزیره لیائودونگ را به امپراتوری ژاپن واگذار کرد. |
| جنگ آمریکا و اسپانیا        | ۱۸۹۸       | ایالات متحده-کوبا، اسپانیا                                             | پیروزی آمریکا، افتادان مناطق غربی اقیانوسیه و آمریکای لاتین به دست ایالات متحده آمریکا |
| جنگ روسیه و ژاپن            | ۱۹۰۴- ۱۹۰۵ | امپراتوری روسیه، امپراتوری ژاپن                                        | پیروزی امپراتوری ژاپن، قرارداد پورتسمورث |
| جنگ جهانی اول               | ۱۹۱۴–۱۹۱۸  | قدرت‌های مرکزی، نیروهای متفقین                                          | پیروزی متفقین پایان امپراتوری‌های آلمان، روسیه، عثمانی، اتریش-مجارستان، تأسیس جامعه ملل، تجزیه و واگذاری آلمان |
| جنگ جهانی دوم               | ۱۹۳۹–۱۹۴۵  | نیروهای متفقین، نیروهای محور                                           | پیروزی متفقین، تأسیس سازمان ملل متحد تبدیل آمریکا و شوروی به دو ابرقدرت، آغاز جنگ سرد |
| جنگ کره                     | ۱۹۵۰–۱۹۵۳  | کره جنوبی، کره شمالی                                                   | آتش‌بس طرفین به مدار ۳۸ درجه |
| جنگ ویتنام                  | ۱۹۵۵–۱۹۷۵  | ویتنام جنوبی، ویتنام شمالی                                             | پیروزی ویتنام شمالی، خارج شدن ویتنام از دست فرانسه و آمریکا |
| جنگ ایران و عراق            | ۱۹۸۰–۱۹۸۸  | ایران، عراق                                                            | بن بست نظامی و اعلام آتش بس از سوی دو طرف سازمان ملل رسما عراق را آغاز کننده جنگ اعلام کرد. |
| جنگ روسیه و اوکراین         | ۲۰۲۲       | روسیه، اوکراین                                                         | درجریان... درحال حاضر روسیه یک سوم خاک اوکراین را رسما تبدیل به خاک روسیه کرده. است و اوکراین استان کورسک روسیه را تبدیل به خاک خود کرده است.                                                                      |
| جنگ اسرائیل و حماس          | ۲۰۲۳       | فلسطین،اسرائیل                                                         | در جریان.... بن بست نظامی هردو کشور و اعلام اتش بس 42 روزه که به پایان جنگ ختم شد. اما اسرائیل آتش بس را شکست و دوباره فلسطین را محاصره کرد.                                                                       |
| درگیری ۲۰۲۴ ایران و اسرائیل | ۲۰۲۴       | محور مقاومت،اسرائیل و متحدانش                                          | در جریان.... اتش بس 42 روزه اعلام شد و جنگ حماس و اسرائیل به پایان رسید تنش ها در منطقه کم شد و درگیری های نیابتی هم به اتمام رسید. در ژوئن ۲۰۲۵، جنگ بصورت رسمی بین ایران و اسرائیل آغاز شد و تا کنون ادامه دارد. |